# Грет Мостні
Грет Мостні (нім. Grete Mostny Glaser; 17 вересня 1914, Лінц, Австро-Угорщина — 15 грудня 1991, Сантьяго, Чилі) — чилійська вчена-антрополог австрійського походження. Проводила археологічні дослідження для Чилійського національного музею природничої історії (англ. Chilean National Museum of Natural History).

## Біографія
Народилася 17 вересня 1914 року в Лінці, Австро-Угорщина.
Закінчила Віденський університет, де працювала над написанням дисертації про одяг Стародавнього Єгипту, але в 1937 році, внаслідок фашистської окупації, виїхала з Відня. Дисертацію все ж закінчила і захистила, отримавши докторський ступінь, вже в Брюсселі, Бельгія, в 1939 році. Переїхала з матір'ю і братом в Чилі, де утворилася велика німецька громада німців та австрійців.
Проводила археологічні дослідження в єгипетських містах Луксор і Каїр. Також провела низку археологічних досліджень в Південній Америці.
Наприкінці Другої світової війни була запрошена назад до Австрії, але вважала за краще стати чилійською громадянкою, і в 1946 році Грет стала громадянкою Чилі.
У 1954 році Грет Мостні брала участь в доставці до Чилійського національного музею останків (мумії) дитини, знайдених на горі Серро-Ель-Пломо, принесеної в жертву інками — мумія Пломо.
З 1964 по 1982 рік Г. Мостні очолювала Чилійський національний музей природничої історії в Сантьяго, змінивши на цій посаді чилійського вченого-палеонтолога Humberto Fuenzalida Villegas (1904—1966).
Померла від раку 15 грудня 1991 року в Сантьяго.

## Пам'ять
У Віденському університеті зберігаються документи, які стосуються Грети Мостні як жертви нацизму. Також на історико-культурному факультеті університету, починаючи з 2013 року, кращим студентам вручається премія ім. Г. Мостні.